# Choere Fischer
Thomas „Choere“ Fischer (* 1979) ist ein deutscher Schauspieler.

## Leben
Fischer absolvierte von 2001 bis 2005 eine Schauspielausbildung an der Theater-Akademie Köln. Er gehörte zwei Jahre lang zum Ensemble der Comedyshow Was guckst du?
In der RTL-Seifenoper Alles was zählt spielte Fischer als Nebenrolle den Reporter Armin Grünwald, der unregelmäßig wiederkehrende kleinere Auftritte in der Serie hat. Des Weiteren sah man ihn in dem Kinofilm Männer wie wir oder in den Comedyshows 4 Singles, Paare und Pastewka. 2009 spielte er gemeinsam mit Hendrik Borgmann, Henning Heup und Joyce Ilg in der Komödie Schlechtes Fernsehen, bei der er auch als Drehbuchautor künstlerisch beteiligt war.
Seit 2004 war Fischer wiederholt auch am Theater tätig. Am ARTheater in Köln spielte er 2004 in Balkonszenen von John von Düffel. An der Comedia Köln war er von 2005 bis 2006 in Lila/Purple von Jon Fosse zu sehen. 2007 spielte er in dem Theaterstück Brennende Geduld von Antonio Skármeta am Euro Theater Central in Bonn. Fischer verkörperte dabei die Rolle des Briefträgers Mario, der dem Dichter Pablo Neruda täglich seine Post bringt und sich in die Kellnerin Beatriz verliebt. Fischer brachte „für diesen Mario den Charme der Jugend und der liebenswerten Ungeduld mit.“

## Filmografie
- 1999: Die Schule am See
- 2003: Männer wie wir
- 2004–2005: Was guckst du?
- 2006: Paare
- 2006: Pastewka
- 2007–2010: Alles was zählt
- 2008: 4 Singles
- 2009: Schlechtes Fernsehen
- 2010: Verbotene Liebe
- 2010: Countdown